# Echthronomas facialis
Echthronomas facialis är en stekelart som först beskrevs av Thomson 1887.  Echthronomas facialis ingår i släktet Echthronomas och familjen brokparasitsteklar. Inga underarter finns listade i Catalogue of Life.